# Pfaffenberg (Großschönau)
Der Pfaffenberg ist eine 418,1 Meter hohe Erhebung der Östlichen Oberlausitz im Freistaat Sachsen. Sie liegt an der Staatsstraße 135 zwischen Großschönau und Spitzkunnersdorf. Westlich des Berges liegt die tschechische Stadt Varnsdorf und im Osten der Hofebusch.
Der Berg entstand, als im Tertiär Phonolith die Seifhennersdorfer Basaltdecke durchstieß. Heute ist seine Kuppe fast vollständig von Mischwald bedeckt.